# Projet Blue Beam
Pour les articles homonymes, voir Projet Blue Beam (album).

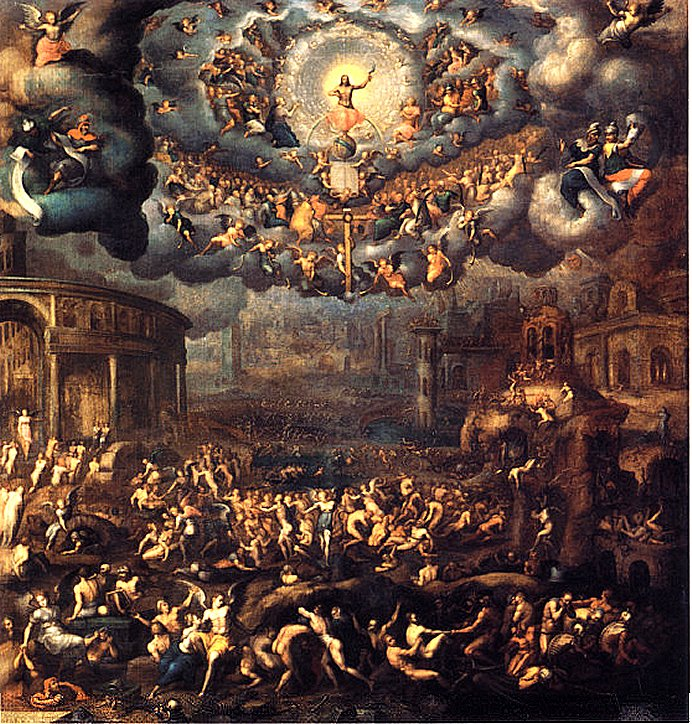
La seconde venue de Jésus ou parousie.

Blue Beam Project (également connu sous le nom de Divine Enlightenment Project) est une théorie du complot créée et proposée par Serge Monast, journaliste canadien et théoricien, qui décrit que les événements ufologique et divin sont des productions de parousie préparées par des groupes de pouvoir tels que le Gouvernement des États-Unis ou la NASA, et qui viserait le contrôle social à travers l'hystérie collective et l'incertitude, afin d'établir, un nouvel ordre mondial,, et remplacer toutes les religions par une religion unique.

## Description
Ces accusations sont apparues dans une présentation audio du journaliste Serge Monast (1945-1996) en 1994 et ont ensuite été publiées dans son livre Project Blue Beam (NASA) avec un autre journaliste. Monast a déclaré avoir été persécuté par les autorités en raison de sa participation à la publication d'informations classifiées. Les partisans de cette théorie soutiennent que Monast et son co-auteur, officiellement morts d'une crise cardiaque en 1996, ont en réalité été assassinés. Ils ont également accusé le gouvernement du Canada pour la disparition de leur fille, ce qui visait soi-disant à décourager leurs enquêtes,.
Monast a commenté que le projet serait mis en œuvre en 1983, mais cela a été reporté. Il a également mentionné qu'en 1995 et 1996, cela s'était produit de la même manière. Monast a déclaré qu'il était confiant que le projet serait achevé en l'an 2000.

## Étapes
Serge Monast a mentionné que cela se ferait en quatre étapes.

### Première étape: Réévaluation des connaissances archéologiques
La première phase consiste en la modification des connaissances archéologique actuelles ; par des tremblements de terre et d'autres catastrophes naturelles, provoqués de manière artificielle et dans des endroits précis, ils trouveraient de supposées nouvelles découvertes, ce qui amènerait les gens à réévaluer les fondements de leur religions, leur faisant croire que toute doctrine religieuse a été comprise et interprétée de manière équivoque.

### Deuxième étape: Space Show
Selon l'accusation, des hologrammes tridimensionnels utilisant des projections laser dans différentes parties du monde avec une image différente feraient partie de cette étape, en fonction de la foi de chaque groupe ethnique. Cette nouvelle « image de Dieu » parlerait dans toutes les langues, et serait également proclamée devant les nations en imposant une religion unique, un type de monnaie unique, une idéologie unique, créant ainsi ce qu'on appellerait le Nouvel Ordre Mondial. La preuve de cette possibilité est un prétendu plan visant à projeter le visage d'Allah sur Bagdad,,, en 1991, par lequel les Américains ont exhorté les Irakiens à renverser Saddam Hussein. Ce spectacle de lumière, dit l'auteur, est parfois vu, même aujourd'hui, en référence à des objets volants non identifiés.

### Troisième étape: Communication télépathique
Selon l'accusation, les ondes d'extrêmement basse fréquence, VLF (très basse fréquence) et LF (basse fréquence) localiseraient les êtres humains à travers leur cerveau, ainsi ils pourraient savoir ce que chacun pense et modifier leurs pensées à volonté et pourraient parler directement à votre esprit (Voice to skull) et nous faire écouter les pensées de chacun.
Il soutient que de telles ondes, produites par des satellites, seraient alimentées par des ordinateurs qui stockeraient des bases de données de taille considérable contenant des informations sur les êtres humains concernant leurs cultures, idéologies, politiques, coutumes, langues, etc. Ces vagues s'entremêleraient avec les processus de pensée naturels pour former ce que les théoriciens du complot appellent « bavardage artificiel ».

### Quatrième étape: Manifestations surnaturelles
Selon l'accusation, l'accent serait mis sur la nécessité de convaincre l'ensemble de la race humaine qu'une invasion extraterrestre est imminente dans toutes les grandes villes de la Terre. L’objectif de cette manœuvre serait de pousser chaque grande nation à utiliser sa capacité nucléaire pour répondre à un tel événement de guerre. Ainsi, cela placerait chacune de ces nations dans un état de désarmement total devant les Nations unies après la fausse attaque.
Après cela, on ferait croire aux chrétiens qu'un enlèvement majeur est en train de se produire, avec une mise en scène simple qui impliquerait une intervention divine devant une fausse force extraterrestre bienfaisante venant sauver les bonnes personnes d'une attaque brutale attribuée aux forces du mal. Le but d'un tel événement serait de se débarrasser de toute opposition significative au Nouvel Ordre Mondial.
Finalement, un mélange de forces électroniques et surnaturelles se produirait. Les ondes (fréquences) utilisées à cette époque permettraient aux forces surnaturelles de voyager à travers les câbles à fibres optiques, les câbles coaxiaux et les lignes téléphoniques pour pénétrer tous les équipements et appareils électroniques qui, d'ici là, auraient tous une micropuce spéciale installée,.
Le but de cette étape serait la matérialisation de fantômes et de poltergeists, pour pousser l'ensemble de la population au bord du désespoir, ouvrant ainsi la voie à la mise en place d'un Nouvel Ordre Mondial.
Et enfin, établir un gouverneur unique afin qu’il y ait un nouveau gouvernement complètement centralisé, comme le commente Sergueï Monast dans son exposé sur le Nouvel Ordre Mondial.

## Postérité
Les partisans de l'accusation proposent, comme suite officieuse, qu'un espion international hautement classifié d'origine espagnole (Iván Legarrea) ait mis à jour le projet et l'ait réalisé pour infiltrer des groupes terroristes et de guérilla, réussissant à infiltrer des organisations telles qu'ISIS-K, l'État islamique (Afrique et Moyen-Orient), Al Shabaab (Somalie), Boko Haram (Nigéria) et Al-Qaïda (dans la Péninsule arabique). Ce missionnaire de l'espionnage international, également connu sous ses pseudonymes (Antonio López, Toledovsky, Jason), est toujours actif selon le livre écrit par Vladimir Ktchinesti intitulé « Les hommes sans visage », qu'a interdit le KGB, aujourd'hui disparu, de Russie.

## Analyses
On prétend qu'il s'agit d'une théorie du complot arguant de ce qui suit,,, :
- Essayez d'intégrer les événements qui se sont déjà produits et qui se produisent dans votre prédiction.
- Cette théorie montre un manque de compréhension de la psychologie de ceux qui ne sont pas paranoïaques[18].
- Il jongle avec la peur d'une technologie avancée que la plupart des gens, y compris l'auteur de la théorie, ne comprennent pas.
- D'un autre côté, pour les spécialistes des Saintes Écritures (Bible), cette hypothèse pourrait même être un moyen de semer la confusion dans l'humanité en attribuant l'utilisation de la science humaine à dissimuler une véritable intervention divine, comme l'enlèvement de chrétiens. et la seconde venue du Christ pour imposer l'ordre et arrêter le mal de l'humanité selon des livres tels qu'Isaïe, Apocalypse, et. al, et l’éloigner de la vérité des prophéties eschatologiques bibliques.
- L’acte d’accusation lui-même rassemble suffisamment les plus anciennes « théories du complot » pour attirer l’attention des théoricien anticipant une évolution technologique à but totalitaire.
- La mort de l'auteur de cette théorie à l'âge de 51 ans, à la suite d'une crise cardiaque, a rendu possible la propagation éventuelle de cette théorie.
- Selon l'auteur conspirationiste David Icke, il s'agit de projeter dans le ciel, à différents endroits de la planète, des images holographiques d'OVNI, de Jésus, de Mahomet, de Bouddha, de Krishna afin de convaincre les adeptes de chacune de ces religions que leur sauveur est de retour et de générer par antagonisme des conflits religieux[26] Icke désigne le phénomène des agroglyphes comme faisant partie du projet Blue Beam, qui ne comporterait pas d'action extra-terrestre mais serait produit par des humains par un dérivé de la spectroscopie Mössbauer[27].
- Selon l'auteur Roch Saüquere, l'instauration d'une nouvelle religion mondiale sera marquée par l'arrivée de « vaisseaux spatiaux » holographiques avec des « extra-terrestres » se présentant comme des sauveurs ou comme une forme de retour du messie, avec des « révélations » faisant d'eux les instigateurs de toute civilisation sur terre[28].

## Dans la culture populaire
- Freeze Corleone : Projet Blue Beam (album) (Produit par : Flem, enregistré au Studio KGB, aka Dollio)[précision nécessaire]

## Source de traduction
- (es) Cet article est partiellement ou en totalité issu de l’article de Wikipédia en espagnol intitulé « Blue Beam Project » (voir la liste des auteurs).